# تجمع شعب احفز (المحفد)

تعديل مصدري - تعديل

تجمع شعب احفز هو "تجمع بدوي" في  عزلة المحفد بمديرية المحفد التابعة لمحافظة أبين، بلغ تعداد سكانها 35 نسمة حسب تعداد اليمن لعام 2004.